# Apple M1 Max
Apple M1 Maxは、AppleがMac向けにARMアーキテクチャのライセンスを受けて設計したシステムオンチップ（SoC）である。TSMCの5nmプロセスで製造されている。
2021年10月18日のApple Eventで発表された。
本SoCの下位版にあたるApple M1 Proとは、GPUのコア数およびメモリの帯域やサイズで区別されている。

## 仕様

### CPU
高性能8コア＋ 高効率2コア合計10コアの構成である。

### その他
24コア / 32コア(4096実行ユニット、10.4Tflps)のGPU、Apple A14 Bionicと同じ16コアNeural Engine、Secure Enclave、2つのメディアエンジンを搭載しており、Thunderbolt 4コントローラなども内包している。
M1 Maxチップはユニファイドメモリ構造であり、CPUやGPUといったチップ内すべてのコンポーネントがメモリアドレスを共有している。メモリには8チャンネルで合計400GB/sの帯域を実現する、LPDDR5-6400 SDRAMで、32GBと64GBの2構成が採用される。

## 搭載モデル
Apple M1 Maxチップは、2021年10月に発表されたMacBook Proに搭載されている。
- MacBook Pro (14-inch, 2021)
- MacBook Pro (16-inch, 2021)
- Mac Studio

## 変種
以下の表は「Firestorm」と「Icestorm」マイクロアーキテクチャに基づいた各種SoCを示している。
| チップ名 | CPUコア数（高性能+高効率） | GPUコア数 | メモリ (GB) | トランジスタ数 |
| -------- | -------------------------- | --------- | ----------- | -------------- |
| A14      | 6 (2+4)                    | 4         | 4 - 6       | 118億          |
| M1       | 8 (4+4)                    | 7         | 8 - 16      | 160億          |
| M1       | 8 (4+4)                    | 8         | 8 - 16      | 160億          |
| M1 Pro   | 8 (6+2)                    | 14        | 16 - 32     | 337億          |
| M1 Pro   | 10 (8+2)                   | 14        | 16 - 32     | 337億          |
| M1 Pro   | 16                         |           | 16 - 32     | 337億          |
| M1 Max   | 10 (8+2)                   | 24        | 32 - 64     | 570億          |
| M1 Max   | 10 (8+2)                   | 32        | 32 - 64     | 570億          |
| M1 Ultra | 20 (16+4)                  | 48        | 64 - 128    | 1140億         |
| M1 Ultra | 20 (16+4)                  | 64        | 64 - 128    | 1140億         |

1. 1 2  M1 Ultraは2個のM1 MaxダイがUltraFusionによって接続されたものであり、カタログスペックはM1 Maxの二倍になる。